# Eucyrtopogon comantis
Eucyrtopogon comantis là một loài ruồi trong họ Asilidae. Eucyrtopogon comantis được Curran miêu tả năm 1923. Loài này phân bố ở vùng Tân Bắc giới.